# بريمو ماغناني
بريمو ماغناني (بالإيطالية: Primo Magnani)‏ مواليد 31 مارس 1892 في بافيا - الوفاة 17 يونيو 1967 في ميلانو، كان دراج إيطالي. سبق أن شارك في دورة الألعاب الأولمبية الصيفية وفاز بميدالية أولمبية.

## روابط خارجية
- بريمو ماغناني على موقع أرشيف الدراجات (الإنجليزية)
- بريمو ماغناني على موقع إحصائيات الدراجات الإحترافية (الإنجليزية)
- بريمو ماغناني على موقع أوليمبيديا (الإنجليزية)
- بريمو ماغناني على موقع اللجنة الأولمبية الإيطالية (الإيطالية)